# Plancoët
Plancoët é uma comuna francesa na região administrativa da Bretanha, no departamento Côtes-d'Armor. Estende-se por uma área de 11,5 km². Em 2010 a comuna tinha 3 050 habitantes (densidade: 265,2 hab./km²).